# Roger I. de Tosny
Roger I. de Tosny († 1040) ist ein Mitglied des Hauses Tosny. Er nahm an der Reconquista teil, weshalb Ordericus Vitalis ihn auch Roger von Spanien (Roger d’Espagne) nennt.

## Biografie
1013 waren Roger und sein Vater Raoul I. de Tosny die Kommandanten der Burg von Tillières im Auftrag des Herzogs Richard II. von Normandie. Einige Jahre darauf mussten Raoul und Roger aus einem nicht bekannten Grund das Land verlassen. Während der Vater nach Italien ging und in Apulien kämpfte, wandte sich Roger nach Spanien, wo er den Kampf gegen die Moslems unterstützte. Im Auftrag von Ermesende, der nach dem Tod des Grafen Raimund Borrell in der Grafschaft Barcelona regierenden Witwe, trat er gegen den muslimischen Herrscher Musetus an, der die Grafschaft bedrohte. Roger heiratete die Tochter der Gräfin und schaffte es, eine Reihe von muslimischen Städten und Burgen zu erobern.
Ademar von Chabannes berichtet, Roger habe dabei den Namen Maurenfresser erworben: Täglich habe er einen Gefangenen töten und in zwei Teile schneiden lassen – der eine Teil wurde gekocht und den übrigen Gefangenen zu essen gegeben, den anderen Teil nahm Roger mit, angeblich, um ihn selbst zu verspeisen. Anschließend wurden einigen Gefangenen die Flucht ermöglicht, damit sie von den Grausamkeiten Rogers berichten konnten.
Die katalanische Hochzeit Rogers ist nicht gesichert. Gotelina/Godehildis, Rogers namentlich bekannte Ehefrau, war keine Spanierin, aber es ist auch nicht klar, ob sie seine erste Ehefrau war. Vor dem Jahr 1024 erhielten Roger und sein Vater von Herzog Richard II. die Erlaubnis, zurückzukehren. Sein Vater starb kurz darauf.
Roger de Tosny ist der Gründer von Conches-en-Ouche. Er ließ hier die Kirche Sainte-Foy bauen (vor 1026), später die Abtei Saint-Pierre de Castillon in Conches (um 1035), wo er Mönche aus der Dreifaltigkeitsabtei (La Trinité) von Fécamp ansiedelte – dieses Kloster ist eine der Gründungen eines Barons in der Normandie, der damit einen Akt vornahm, der bislang auf Initiative des Herzogs geschah. Die Gründungsurkunde erinnert daran, dass der Herr von Tosny rund um Conches einen umfangreich Grundbesitz hatte.
1035 starb Herzog Robert I. und für das Herzogtum brach eine unruhige Zeit an. Kriege zwischen den Adelsfamilien brachen aus, und Roger de Tosny, dessen Beziehungen zu seinen Nachbarn zuvor schon schwierig gewesen zu sein scheinen, war einer der Hauptakteure. Die normannischen Chronisten, berichten, der Herr von Tosny habe sich geweigert, dem neuen und noch minderjährigen Herzog Wilhelm II. zu dienen, unter dem Vorwand, dass er nichtehelich sei. Er profitierte sicher von der Schwäche der Zentralregierung, plünderte die Güter seiner Nachbarn, vor allem diejenigen von Onfroi de Vieilles, der seinen Sohn Roger de Beaumont in Marsch setzte. 1040 fanden Roger I. de Tosny und seine beiden ältesten Söhne den Tod in einer Schlacht. Robert de Grandmesnil, ein Verbündeter Tosnys, starb wenige Wochen später an seinen Verletzungen.
Die Familie Tosny musste nun mit ihren Nachbarn Frieden schließen. Rogers Witwe Gotelina/Godehildis wurde mit Graf Richard von Évreux verheiratet.

## Nachkommen
- Helbert († 1040)
- Elinand, († 1040)
- Raoul II. de Tosny
- Robert de Tosny, Herr von Stafford
- Béranger l’Espagnol
- Adelise ⚭ William FitzOsbern, 1. Earl of Hereford
- Berthe ⚭ Guy I. de Laval (Haus Laval)
- ein weiterer Sohn